# 佐治亚共产党
佐治亚共产党（英語：Communist Party of Georgia），通称美共佐治亚（CPUSA Georgia），是美国共产党在佐治亚州的分支。与美国共产党一样，佐治亚共产党遵循马克思列宁主义原则，并在目前参与反特朗普运动。
佐治亚共产党的鼎盛时期出现在大萧条时期，当时安吉洛·赫尔登是佐治亚州美国劳工运动的主要领导人物。第二次世界大战后，麦卡锡主义和冷战最终在1958年摧毁了佐治亚州的共产主义运动。然而，这一运动后来在佐治亚州重新兴起。
佐治亚共产党经常与佐治亚州的其他第三党发生冲突，特别是佐治亚自由意志党。美国共产党前主席萨姆·韦伯曾代表佐治亚共产党前往佐治亚大学与佐治亚自由意志党进行辩论。